# جامعة كينغستون
جامعة كينغستون (بالإنجليزية: Kingston University)‏ هي جامعة بريطانية تقع في منطقة كينغستون آبون تيمز جنوب غرب لندن في انكلترا، افتتحت أساساً تحت اسم معهد كينغستون التقني عام 1899م ومنحت صفة جامعة عام 1992م, تتوزع الجامعة على أربعة حُرُم جامعية رئيسية. تقدم الجامعة العديد من الكليات التي تدرس الهندسة المعمارية والفنون الجميلة والتصميم والعلوم الاجتماعية والقانون والتجارة والأعمال والرياضيات وعلوم الحاسوب والهندسة المدنية وعلم المساح والعلوم الصحية والكيمياء والأحياء والصيدلة والعلوم البيئية وغيرها.

## معرض صور

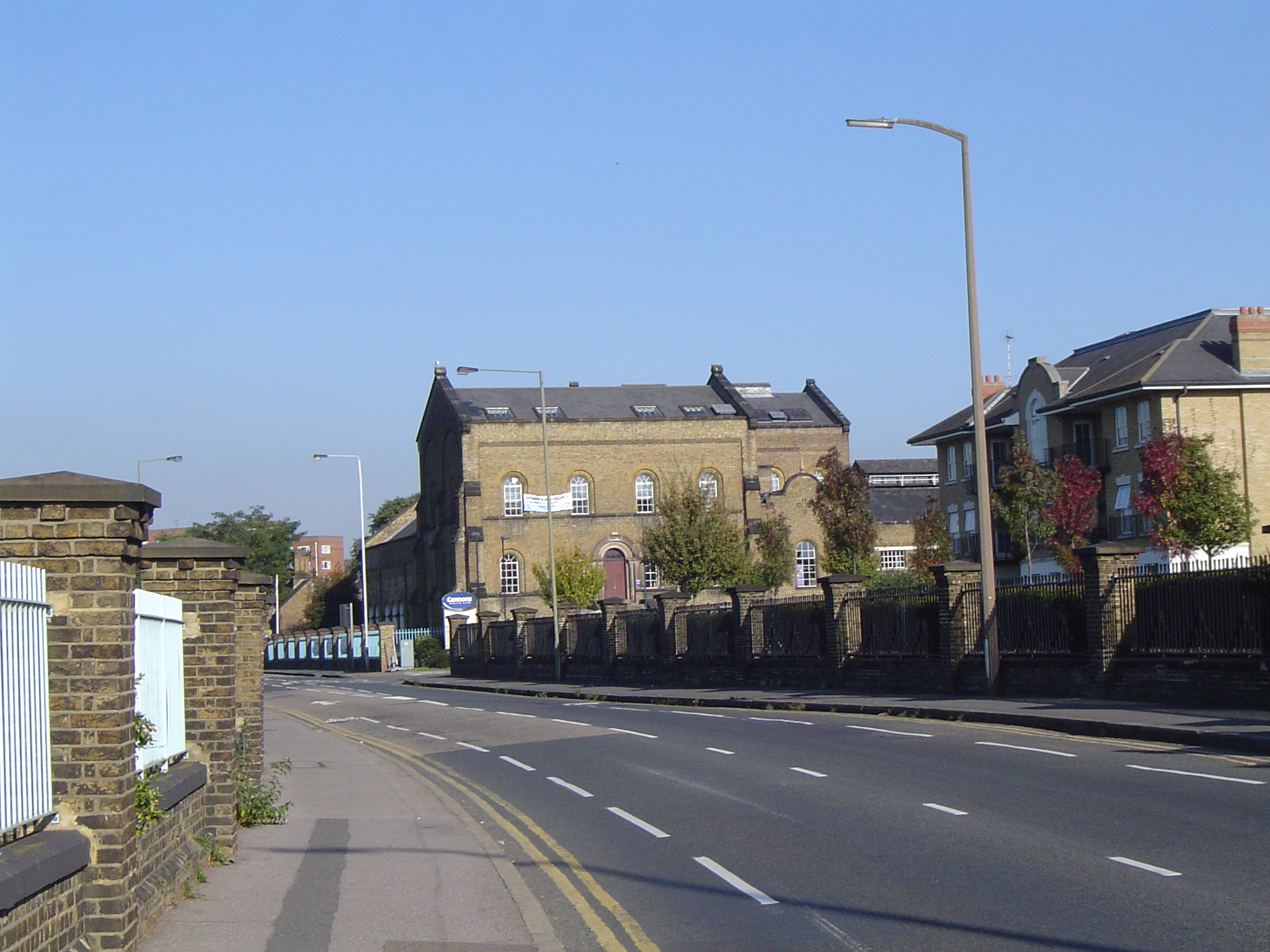
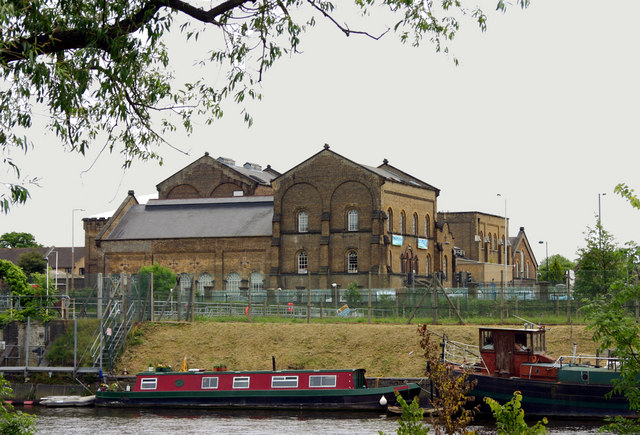
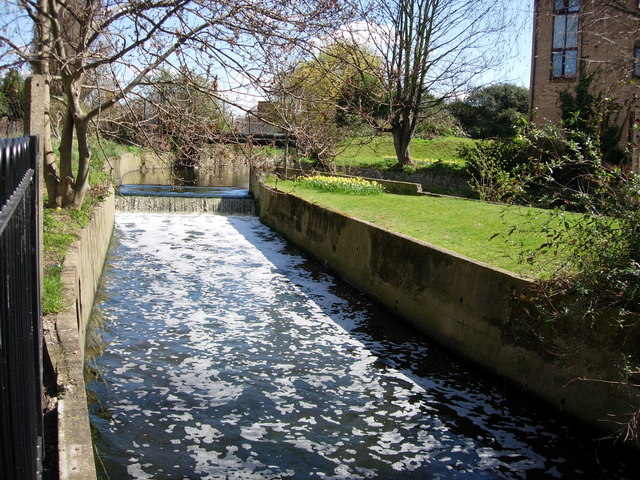
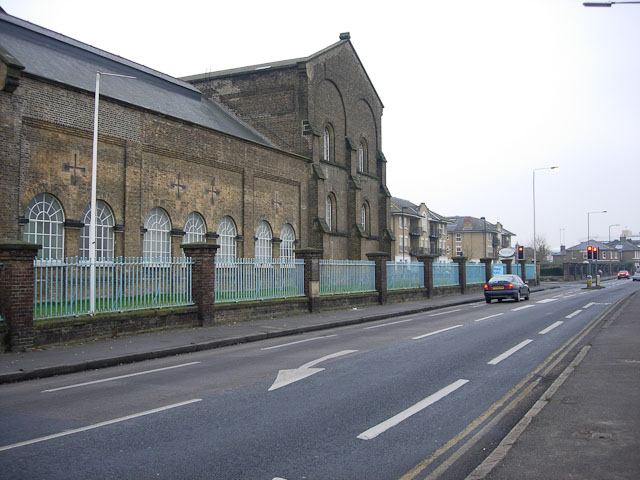